# Besa Kokëdhima
Besa Kokëdhima (Fier, Albânia, 29 de maio de 1986), conhecida artisticamente por Besa, é uma cantora albanesa. Representou a Albânia no Festival Eurovisão da Canção de 2024 em Malmö, com a canção "Zemrën n'dorë".

## Discografia

### Álbuns
- Besa (2006)
- Evolution (2011)
- Besa për festat (2013)
- Ti je festa ime (2014)

### Singles
| Ano                                                   | Single                                                 | Melhores posições | Álbum |
| Ano                                                   | Single                                                 | ALB               | Álbum |
| ----------------------------------------------------- | ------------------------------------------------------ | ----------------- | ----- |
| 2003                                                  | "Më beso" (com Produkt 28)                             | —                 | Besa  |
| 2005                                                  | "Zonja dhe Zotërinj"                                   | —                 | Besa  |
| 2006                                                  | "Lëshoje hapin"                                        | —                 | Besa  |
| 2006                                                  | "Tani të dua"                                          | —                 | —     |
| 2007                                                  | "Unik"                                                 | —                 | —     |
| 2007                                                  | "Pa yllin tënd"                                        | —                 | —     |
| 2008                                                  | "Engjëjt vrasin njëlloj"                               | —                 | —     |
| 2008                                                  | "Ajër"                                                 | —                 | —     |
| 2009                                                  | "Nothin' Gonna Change"                                 | —                 | —     |
| 2010                                                  | "Kalorës i natës"                                      | —                 | —     |
| 2010                                                  | "Nuk jam ajo" (com a participação de Jehona Sopi)      | —                 | —     |
| 2010                                                  | "E bukura dhe bisha"                                   | —                 | —     |
| 2011                                                  | "Botën do ndryshoja"                                   | —                 | —     |
| 2012                                                  | "Always On My Mind"                                    | —                 | —     |
| 2012                                                  | "Fishekzjarre"                                         | —                 | —     |
| 2013                                                  | "Folie"                                                | —                 | —     |
| 2013                                                  | "Tatuazh në zemër"                                     | —                 | —     |
| 2014                                                  | "Zemrën dot nuk ta lexoj" (com a participação de 2po2) | —                 | —     |
| 2014                                                  | "Mbretëreshë"                                          | —                 | —     |
| 2014                                                  | "Zejemër" (com a participação de Majk)                 | —                 | —     |
| 2014                                                  | "Arabia (Faj)" (com a participação de Gmd Babydave)    | —                 | —     |
| 2015                                                  | "Amelia" (com a participação de Mattyas)               | —                 | —     |
| 2015                                                  | "14"                                                   | —                 | —     |
| 2015                                                  | "All In"                                               | —                 | —     |
| 2016                                                  | "Kameleon" (com a participação de Ansi)                | —                 | —     |
| 2016                                                  | "123" (com a participação de Flori Mumajesi)           | 8                 | —     |
| 2016                                                  | "Hangover"                                             | —                 | —     |
| 2017                                                  | "Kokëfortë"                                            | —                 | —     |
| 2017                                                  | "Mos m'le me ra" (com a participação de Elinel)        | —                 | —     |
| 2018                                                  | "Amor"                                                 | —                 | —     |
| 2019                                                  | "La La La"                                             | —                 | —     |
| 2019                                                  | "Histori"                                              | —                 | —     |
| 2020                                                  | "C'est la vie" (com a participação de BledBeats)       | 1                 | —     |
| 2020                                                  | "Don" (com a participação de Illeoon)                  | —                 | —     |
| 2021                                                  | "Margjelo" (com Garrido)                               | —                 | —     |
| 2022                                                  | "En equilibre"                                         | —                 | —     |
| 2022                                                  | "Si kalama" (com Lyrical Son)                          | —                 | —     |
| 2023                                                  | "Zemrën n'dorë"                                        | —                 | —     |
| "—" significa que o lançamento não chegou às tabelas. |                                                        |                   |       |